# 公民身份号码
公民身份号码俗称身份证号，是中华人民共和国为中国大陆每个公民从出生登記之日起、港澳台地区居民从申请居住证之日起、外国人在中国大陆申请外国人永久居留身份证之日起，编定的唯一的（台湾居民定居福建省等极少数情况除外）、终身不变（变更性别、更正出生日期、解决重号问题等极少数情况除外）的身份代码，在中华人民共和国公民办理涉及政治、经济、社会生活等权益事务方面广泛使用。中华人民共和国公安部负责公民身份号码的编制和组织实施工作，各派出所将具体的公民身份号码分配给符合落户条件的新生儿等人士。
1984年第一代居民身份证开始签发时，其编号为15位，相对于18位编码，其出生日期码的年份只有两位，且缺少校验码。1999年8月26日中华人民共和国国务院发布《国务院关于实行公民身份号码制度的决定》（国发〔1999〕15号），这个文件规定自1999年10月1日起在全国建立和实行公民身份号码制度，根据同年颁布的国家标准，公民身份号码升至现行的18位。

## 组成方式
中华人民共和国国家标准GB 11643-1999《公民身份号码》中规定：公民身份号码是特征组合码，由十七位数字本体码和一位校验码组成。

18位数字组合的方式是：
| 1            | 1            | 0            | 1            | 0            | 2            | Y          | Y          | Y          | Y          | M          | M          | D          | D          | 8      | 8      | 8      | X      |
| 行政区划代码 | 行政区划代码 | 行政区划代码 | 行政区划代码 | 行政区划代码 | 行政区划代码 | 出生日期码 | 出生日期码 | 出生日期码 | 出生日期码 | 出生日期码 | 出生日期码 | 出生日期码 | 出生日期码 | 顺序码 | 顺序码 | 顺序码 | 校验码 |

- 行政区划代码
  - 对于内地户籍居民，地址码是公民首次获得身份号码（例如新生儿出生登记、无户口人员登记户口）时所在县（市、镇、区）的行政区划代码，如110102是北京市西城区，如果日后行政区划出现调整或将户口迁往外地地址码也不会改变。由于新生儿通常根据属人主义确定户籍，故地址码并不总能代表公民的出生地。
  - 对于持有港澳台居民居住证的港澳台居民，行政区划代码根据原住地分配香港（81）、澳門（82）和臺灣（83），只精確到省級，第三位至第六位全部为0。因此，香港、澳門和台湾居民的地址碼分别为810000、820000和830000[註 5][1][2][3][4]。
- 出生日期码表示公民出生的公历年（4位）、月（2位）、日（2位）。
- 顺序码是给同地址码同出生日期码的人编定的顺序号，其中單数分配给男性，雙数分配给女性。
- 最后一位是校验码，这里采用的是ISO 7064:1983, MOD 11-2校验码系统[5]。校验码为一位数，但如果最后采用校验码系统计算的校验码是“10”，碍于身份证号码为18位的规定，则以“X”代替校验码“10”。

例如，假设有一名女性，出生地为北京市西城区（对应地址码为110102），出生于1984年4月6日（对应出生日期码为19840406），登记时的顺序码为970（女性分配为雙数，男性为單数），则校验码为X，完整的公民身份号码为11010219840406970X。如果这名女性在香港出生，并同时持有香港永久性居民身份证，那么在申请港澳台居民居住证时，其对应地址码就为810000，又因为出生于1994年8月23日（对应出生日期码为19940823），登记时的顺序码为002（女性分配为雙数，男性为單数），则校验码为1，完整的公民身份号码为810000199408230021。
2023版《中华人民共和国外国人永久居留身份证》的“证件号码”同为18位数字组合，但编码规则与公民身份号码并不完全等同。

### 校验码计算方法
- 1. 将身份证号码从左至右标记为{\displaystyle a_{1},a_{2},\cdots ,a_{18}}；{\displaystyle a_{18}}即为校验码；
- 2. 计算权重系数{\displaystyle W_{i}=2^{18-i}\ {\bmod {\ }}{11}}；其中{\displaystyle \ {\bmod {\ }}}表示求余数。

所以：
| i  | 1 | 2 | 3  | 4 | 5 | 6 | 7 | 8 | 9 | 10 | 11 | 12 | 13 | 14 | 15 | 16 | 17 | 18 |
| -- | - | - | -- | - | - | - | - | - | - | -- | -- | -- | -- | -- | -- | -- | -- | -- |
| Wi | 7 | 9 | 10 | 5 | 8 | 4 | 2 | 1 | 6 | 3  | 7  | 9  | 10 | 5  | 8  | 4  | 2  | 1  |

- 3. 计算{\displaystyle S=\sum _{i=1}^{17}a_{i}\cdot W_{i}}
- 4. {\displaystyle a_{18}=(12-(S\ {\bmod {1}}1)){\bmod {1}}1}

以下是用C++写的校验码检查程序：
```
bool
 
check
(
char
 
id
[])
 
{

	
int
 
index
,
 
sum
,
 
num
;

	
for
 
(
sum
 
=
 
index
 
=
 
0
;
 
index
 
<
 
17
;
 
index
++
)

		
sum
 
+=
 
(
pow
(
2
,
 
17
 
-
 
index
)
 
%
 
11
)
 
*
 
(
id
[
index
]
 
-
 
'0'
);

	
num
 
=
 
(
12
 
-
 
(
sum
 
%
 
11
))
 
%
 
11
;

	
if
 
(
num
 
<
 
10
)

		
return
 
(
num
 
==
 
id
[
17
]
 
-
 
'0'
);

	
else

		
return
 
(
id
[
17
]
 
==
 
'X'
);

}

```

以及用R语言编写的小程序：
```
check_CHN_ID
 
<-
 
function
(
id
)
 
{

  
ids
 
<-
 
strsplit
(
as.character
(
id
),
''
)[[
1
]]

  
if
(
length
(
ids
)
 
!=
 
18
)
 
return
(
FALSE
)

  
s
 
<-
 
sum
(
2
^
(
17
:
1
)
 
%%
 
11
 
*
 
as.numeric
(
ids
[
1
:
17
]))

  
n
 
<-
 
(
12
 
-
 
s
%%
11
)
 
%%
 
11

  
ifelse
(
n
<
10
,
 
n
 
==
 
as.numeric
(
ids
[
18
]),
 
toupper
(
ids
[
18
])
 
==
 
'X'
)

}

```

## 应用
- 标记在中华人民共和国社会保障卡上和所配套的数据库中，作为社会保障号码。（1999年前，GB 11643-1989的名称即“社会保障号码”）
- 标记在中华人民共和国居民身份证、居民户口簿上和所配套的户籍人口数据库中。（因此，1999年后“居民身份证号”就是“公民身份号码”）
- 标记在中华人民共和国机动车驾驶证上和所配套的数据库中。
- 标记在中华人民共和国残疾人证上和所配套的数据库中。
- 标记在中华人民共和国港澳台居民居住证上和所配套的数据库中。
- 标记在中华人民共和国外国人永久居留身份证所配套的数据库中。
- 作为自然人（公民）统一社会信用代码，用于信用体系（信用中国）制度建设。[6]

## 重复号码
因为手工升号的原因，第二代身份证曾存在171万例重复的号码，公安部开展户口清理整顿工作后，公民身份号码重号人数至2017年已减至8人。